# Biathlon na Zimowych Igrzyskach Olimpijskich 1992
Zawody w biathlonie na Zimowych Igrzyskach Olimpijskich 1992 odbyły się w dniach 11 – 20 lutego 1992 roku na trasach w Les Saisies, niedaleko Albertville. Biathloniści po raz trzynasty rywalizowali o medale igrzysk olimpijskich.
Zawodnicy i zawodniczki walczyli w trzech konkurencjach: w biegu indywidualnym, sprincie i sztafecie. Był to debiut konkurencji żeńskich w programie olimpijskim i zarazem jedyny raz, kiedy sztafetę kobiet rozegrano w formacie 3x7,5 km (na kolejnych igrzyskach sztafeta kobiet odbywała się w formacie 4x7,5 km).
Łącznie rozdanych zostało sześć kompletów medali. W klasyfikacji medalowej zwyciężyła reprezentacja Niemiec, której członkowie zdobyli też najwięcej medali, 7 w tym: 3 złote i 4 srebrne. Dwoje zawodników zdobyło medale we wszystkich konkurencjach – Niemka Antje Misersky (złoto w biegu indywidualnym i srebro w sprincie i sztafecie) oraz Niemiec Mark Kirchner (złoto w sprincie i sztafecie oraz srebro w biegu indywidualnym).

## Terminarz
| Data      | Godzina     | Konkurencja                        |
| --------- | ----------- | ---------------------------------- |
| 11 lutego | 14:00 (CET) | Sprint kobiet (7,5 km)             |
| 12 lutego | 10:00 (CET) | Sprint mężczyzn (10 km)            |
| 14 lutego | 10:00 (CET) | Sztafeta kobiet (4 x 6 km)         |
| 16 lutego | 10:00 (CET) | Sztafeta mężczyzn (4 x 7,5 km)     |
| 19 lutego | 14:00 (CET) | Bieg indywidualny kobiet (15 km)   |
| 20 lutego | 10:00 (CET) | Bieg indywidualny mężczyzn (20 km) |

## Medaliści
| Konkurencja                | Złoto              | Czas      | Srebro               | Czas      | Brąz           | Czas      |
| Sprint mężczyzn            | Mark Kirchner      | 26:02,3   | Ricco Groß           | 26:18,0   | Harri Eloranta | 26:26,0   |
| Sprint kobiet              | Anfisa Riezcowa    | 24:29,2   | Antje Misersky       | 24:45,1   | Jelena Biełowa | 24:51,0   |
| Bieg indywidualny mężczyzn | Jewgienij Ried´kin | 57:25,3   | Mark Kirchner        | 57:28,7   | Mikael Löfgren | 57:41,9   |
| Bieg indywidualny kobiet   | Antje Misersky     | 51:47,2   | Swietłana Pieczorska | 51:58,5   | Myriam Bédard  | 52:15,0   |
| Sztafeta mężczyzn          | Niemcy             | 1:24:43,5 | WNP                  | 1:25:06,3 | Szwecja        | 1:25:38,2 |
| Sztafeta kobiet            | Francja            | 1:15:55,6 | Niemcy               | 1:16:18,4 | WNP            | 1:16:54,6 |

## Wyniki

### Mężczyźni

#### Sprint
| Miejsce | Zawodnik            | Reprezentacja | Czas    | Strata |
| ------- | ------------------- | ------------- | ------- | ------ |
| złoto   | Mark Kirchner       | Niemcy        | 26:02,3 | –      |
| srebro  | Ricco Groß          | Niemcy        | 26:18,0 | +15,7  |
| brąz    | Harri Eloranta      | Finlandia     | 26:26,6 | +24,3  |
| 4.      | Siergiej Czepikow   | WNP           | 26:27,5 | +25,2  |
| 5.      | Walerij Kirijenko   | WNP           | 26:31,8 | +29,5  |
| 6.      | Jens Steinigen      | Niemcy        | 26:34,8 | +32,5  |
| 7.      | Andreas Zingerle    | Włochy        | 26:38,6 | +36,3  |
| 8.      | Steve Cyr           | Kanada        | 26:46,4 | +44,1  |
| 9.      | Frank-Peter Roetsch | Niemcy        | 26:54,1 | +51,8  |
| 10.     | Hervé Flandin       | Francja       | 26:56,6 | +54,3  |

#### Bieg indywidualny
| Miejsce | Zawodnik           | Reprezentacja | Czas    | Strata  |
| ------- | ------------------ | ------------- | ------- | ------- |
| złoto   | Jewgienij Ried´kin | WNP           | 57:34,4 | –       |
| srebro  | Mark Kirchner      | Niemcy        | 57:40,8 | +6,4    |
| brąz    | Mikael Löfgren     | Szwecja       | 57:59,4 | +25,0   |
| 4.      | Aleksandr Popow    | WNP           | 58:02,9 | +28,5   |
| 5.      | Harri Eloranta     | Finlandia     | 58:15,7 | +41,3   |
| 6.      | Vesa Hietalahti    | Finlandia     | 58:24,6 | +50,2   |
| 7.      | Johann Passler     | Włochy        | 58:25,9 | +51,5   |
| 8.      | Frode Løberg       | Norwegia      | 58:32,4 | +58,0   |
| 9.      | Gisle Fenne        | Norwegia      | 58:32,9 | +58,5   |
| 10.     | Siergiej Czepikow  | WNP           | 58:47,6 | +1:13,2 |

#### Sztafeta
| Miejsce | Reprezentacja  | Zawodnicy                                                               | Czas      | Strata  |
| ------- | -------------- | ----------------------------------------------------------------------- | --------- | ------- |
| złoto   | Niemcy         | Ricco Groß Jens Steinigen Mark Kirchner Fritz Fischer                   | 1:24:43,5 | –       |
| srebro  | WNP            | Walerij Miedwiedcew Aleksandr Popow Walerij Kirijenko Siergiej Czepikow | 1:25:06,3 | +22,8   |
| brąz    | Szwecja        | Ulf Johansson Leif Andersson Tord Wiksten Mikael Löfgren                | 1:25:38,2 | +54,7   |
| 4.      | Włochy         | Hubert Leitgeb Johann Passler Pieralberto Carrara Andreas Zingerle      | 1:26:18,1 | +1:34,6 |
| 5.      | Norwegia       | Geir Einang Frode Løberg Gisle Fenne Eirik Kvalfoss                     | 1:26:32,4 | +1:48,9 |
| 6.      | Francja        | Xavier Blond Thierry Gerbier Christian Dumont Hervé Flandin             | 1:27:13,3 | +2:29,8 |
| 7.      | Czechosłowacja | Martin Rypl Tomáš Kos Jiří Holubec Ivan Masařík                         | 1:27:15,7 | +2:32,2 |
| 8.      | Finlandia      | Vesa Hietalahti Jaakko Niemi Harri Eloranta Kari Kataja                 | 1:27:39,5 | +2:56,0 |

### Kobiety

#### Sprint
| Miejsce | Zawodniczka       | Reprezentacja  | Czas    | Strata  |
| ------- | ----------------- | -------------- | ------- | ------- |
| złoto   | Anfisa Riezcowa   | WNP            | 24:29,7 | –       |
| srebro  | Antje Misersky    | Niemcy         | 24:45,1 | +15,9   |
| brąz    | Jelena Biełowa    | WNP            | 24:50,8 | +21,8   |
| 4.      | Nadeżda Aleksiewa | Bułgaria       | 24:55,8 | +26,6   |
| 5.      | Jiřina Adamičková | Czechosłowacja | 24:57,6 | +28,4   |
| 6.      | Petra Schaaf      | Niemcy         | 25:10,4 | +41,2   |
| 7.      | Anne Briand       | Francja        | 25:29,8 | +1:00,6 |
| 8.      | Silwana Błagojewa | Bułgaria       | 25:33,5 | +1:04,3 |
| 9.      | Delphyne Burlet   | Francja        | 25:50,5 | +1:21,3 |
| 10.     | Inga Kesper       | Niemcy         | 25:57,3 | +1:28,1 |

#### Bieg indywidualny
| Miejsce | Zawodniczka          | Reprezentacja | Czas    | Strata  |
| ------- | -------------------- | ------------- | ------- | ------- |
| złoto   | Antje Misersky       | Niemcy        | 51:47,2 | –       |
| srebro  | Swietłana Pieczorska | WNP           | 51:58,5 | +11,3   |
| brąz    | Myriam Bédard        | Kanada        | 52:15,0 | +27,8   |
| 4.      | Véronique Claudel    | Francja       | 52:21,2 | +34,0   |
| 5.      | Nadeżda Aleksiewa    | Bułgaria      | 52:30,2 | +43,0   |
| 6.      | Delphyne Burlet      | Francja       | 53:00,8 | +1:13,6 |
| 7.      | Corinne Niogret      | Francja       | 53:06,6 | +1:19,4 |
| 8.      | Nathalie Santer      | Włochy        | 53:10,3 | +1:23,1 |
| 9.      | Elin Kristiansen     | Norwegia      | 53:19,6 | +1:32,4 |
| 10.     | Signe Trosten        | Norwegia      | 53:24,5 | +1:37,3 |

#### Sztafeta
| Miejsce | Reprezentacja  | Zawodniczki                                       | Czas      | Strata  |
| ------- | -------------- | ------------------------------------------------- | --------- | ------- |
| złoto   | Francja        | Corinne Niogret Véronique Claudel Anne Briand     | 1:15:55,6 | –       |
| srebro  | Niemcy         | Uschi Disl Antje Misersky Petra Schaaf            | 1:16:18,4 | +22,8   |
| brąz    | WNP            | Jelena Biełowa Anfisa Riezcowa Jelena Mielnikowa  | 1:16:54,6 | +59,0   |
| 4.      | Bułgaria       | Silwana Błagojewa Nadeżda Aleksiewa Iwa Szkodrewa | 1:18:54,8 | +2:59,2 |
| 5.      | Finlandia      | Mari Lampinen Tuija Sikiö Terhi Markkanen         | 1:20:17,8 | +4:22,2 |
| 6.      | Szwecja        | Christina Eklund Inger Björkbom Mia Stadig        | 1:20:56,6 | +5:01,0 |
| 7.      | Norwegia       | Signe Trosten Hildegunn Fossen Elin Kristiansen   | 1:21:20,0 | +5:24,4 |
| 8.      | Czechosłowacja | Gabriela Suvová Jana Kulhavá Jiřina Adamičková    | 1:23:12,7 | +7:17,1 |

## Klasyfikacja medalowa
| Miejsce | Państwo   | złoto | srebro | brąz | Razem |
| ------- | --------- | ----- | ------ | ---- | ----- |
| 1.      | Niemcy    | 3     | 4      | 0    | 7     |
| 2.      | WNP       | 2     | 2      | 2    | 6     |
| 3.      | Francja   | 1     | 0      | 0    | 1     |
| 4.      | Szwecja   | 0     | 0      | 2    | 2     |
| 5.      | Finlandia | 0     | 0      | 1    | 1     |
| 5.      | Kanada    | 0     | 1      | 0    | 1     |